# البحابحة (سيدي اسماعيل)
البحابحة هو دُوَّار يقع بجماعة سيدي إسماعيل، إقليم الجديدة، جهة الدار البيضاء سطات في المملكة المغربية. ينتمي الدوّار لمشيخة سيدي اسماعيل التي تضم 9 دواوير. يقدر عدد سكانه بـ 883 نسمة حسب الإحصاء الرسمي للسكان والسكنى لسنة 2004.

## روابط خارجية
- البوابة الوطنية للجماعات الترابية
- المندوبية السامية للتخطيط